# Tipulia cryptica
Tipulia cryptica är en fjärilsart som beskrevs av Kralicek och Povolny 1977. Tipulia cryptica ingår i släktet Tipulia och familjen glasvingar. Inga underarter finns listade i Catalogue of Life.